# Dimona Comix Group
Die Dimona Comix Group (oft kurz Dimona Comix) ist ein Kollektiv israelischer Comicautoren.

## Entstehung
Dimona Comix wurde 2002 von Studenten der Bezalel Academy of Arts and Design beziehungsweise dem Tel Aviv Center for Design Studies (VITAL) gegründet, die eine Möglichkeit suchten, ihre eigenen Comics zu publizieren. Neben Guy Morad, Michal Baruch, Merav Shaul, Yifat Cohen und Amitai Sandy gehörte auch der deutsche Autor Jan Feindt zu den Gründungsmitgliedern, er verließ die Gruppe jedoch nach Veröffentlichung des ersten Bandes Anfang 2003.
Die Autoren entschieden sich, in englischer Sprache zu veröffentlichen und wählten Dimona als israelischen Namen, der auch für Nicht-Israelis leicht auszusprechen ist. Die Dimona-Anthologien thematisieren vor allem die Entfremdungen und Ängste junger Israelis im derzeitigen Nahostkonflikt. Die Geschichten in Dimona 1 beinhalten surrealistische und kafkaeske Elemente, wie die Verwandlung in und von Tieren, um eine Kultur mit aus dem Ruder laufendem Alltag zu charakterisieren.
2005 produzierte Dimona Comix neben der Anthologie Dimona 3 mit Shirley! A Sex Comedy einen selbstständigen Comicband. Als Autorin kam dabei Noa Abarbanel hinzu, mit Illustration von Sandy. Das Buch erzählt die Geschichte eines typischen israelischen Mädchens: Schule, Verpflichtung zum Wehrdienst in der israelischen Armee, Reisen, Universität. Die explizite Darstellung ihrer sexuellen Beziehungen sorgte dabei für Schwierigkeiten mit ausländischen Verlagen, die den Band als pornografisch ansahen.

## Comics
- Dimona – an Israeli Comix Anthology 1, 2003
- Dimona – an Israeli Comix Anthology 2, 2003
- Dimona – an Israeli Comix Anthology 3, 2005
- Shirley! A Sex Comedy, 2005